# Роберто Іраньєта
Роберто Луїс Іраньєта (ісп. Roberto Luis Irañeta, 21 березня 1915, Мендоса — 1993) — аргентинський футболіст, що грав на позиції нападника, зокрема, за клуб «Хімнасія і Есгріма» (Мендоса), а також національну збірну Аргентини.

## Клубна кар'єра
Народився 21 березня 1915 року в місті Мендоса. Вихованець футбольної школи клубу «Агустін Альварес».
У футболі дебютував 1930 року виступами за клуб «Хімнасія і Есгріма» (Мендоса), кольори якої і захищав протягом усієї своєї кар'єри гравця, що тривала десять років. 

## Виступи за збірну
1934 року дебютував в офіційних матчах у складі національної збірної Аргентини, зігравши на чемпіонаті світу 1934 року в Італії проти Швеції (2-3) свій єдиний матч.
Помер у 1993 році.